# Guts World Tour

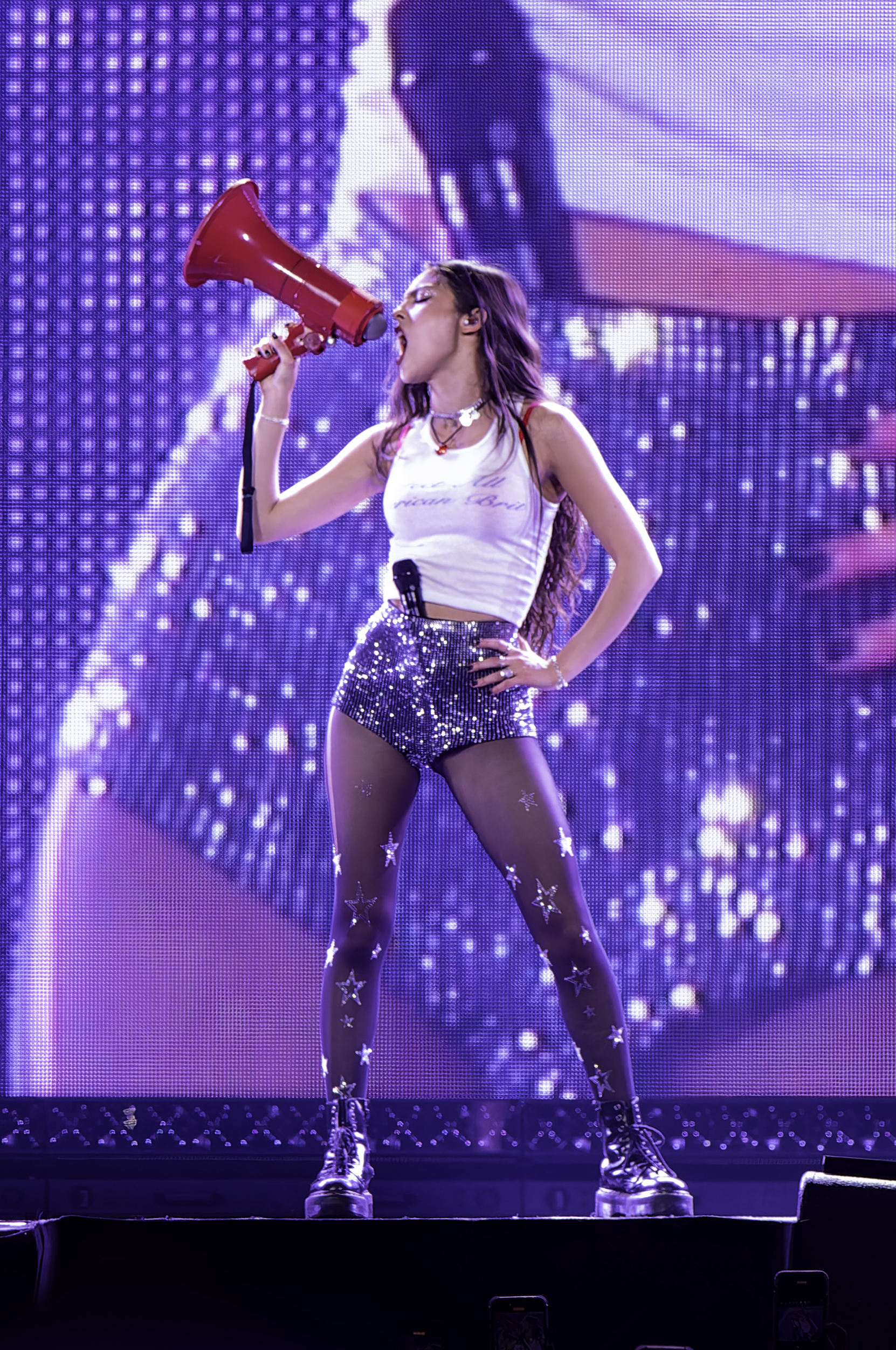
Rodrigo tijdens "Get Him Back!".

The Guts World Tour is de tweede concerttournee van de Amerikaanse singer-songwriter en actrice Olivia Rodrigo ter promotie van haar tweede studioalbum, Guts (2023).  De tournee ging van start op 23 februari 2024 in Palm Springs en eindigt op 1 juli 2025 in Manchester, bestaande uit 101 shows in Noord-Amerika, Europa, Oceanië, Azië en Zuid-Amerika. The Breeders, Chappell Roan, PinkPantheress, Remi Wolf, Benee, Beabadoobee en St. Vincent werden gekozen als voorprogramma. 
De Guts World Tour is Rodrigo's tweede concerttour en debuutarenatour, en volgt haar debuuttour, de Sour Tour, waaraan ze in 2022 begon ter ondersteuning van haar debuutstudioalbum Sour (2021). Rodrigo kondigde de eerste reeks tourdata aan op 13 september 2023 op haar sociale mediaplatforms, met shows in verschillende steden in de Verenigde Staten, Canada en Europa. Fans konden zich tot 17 september 2023, 22.00 uur, aanmelden om kans te maken op kaartjes ET op twee manieren: via Ticketmaster, om toegang te krijgen tot de verkoop op 21 september 2023, of via Early Access van American Express, om toegang te krijgen tot de voorverkoop op 20 september 2023. Op 15 september 2023 kondigde Rodrigo 18 extra data aan in Noord-Amerika en Europa vanwege de overweldigende vraag. Op 20 september 2023 werd er nog een extra datum toegevoegd voor Lissabon en Antwerpen, de show in Oslo werd verplaatst naar een grotere arena door groot succes.

## Setlist
Dit was de setlist bij aanvang van de tournee:
1. "Bad Idea Right?"
2. "Ballad of a Homeschooled Girl"
3. "Vampire"
4. "Traitor"
5. "Drivers License"
6. "Teenage Dream"
7. "Pretty Isn't Pretty"
8. "Love Is Embarrassing"
9. "Making the Bed"
10. "Logical"
11. "Enough for You"
12. "Lacy"
13. "Jealousy, Jealousy"
14. "Happier"
15. "Favorite Crime"
16. "Deja Vu"
17. "The Grudge"
18. "Brutal"
19. "Obsessed"
20. "All-American Bitch"

Encore
1. ”Good 4 U”
2. ”Get Him Back!”

## Shows
| Datum (2024) | Stad              | Land                | Arena                    | Opening acts   | Opkomst |
| ------------ | ----------------- | ------------------- | ------------------------ | -------------- | ------- |
| 23 februari  | Thousand Palms    | Verenigde Staten    | Acrisure Arena           | Chappell Roan  | —       |
| 24 februari  | Phoenix           | Verenigde Staten    | Footprint Center         | Chappell Roan  | —       |
| 27 februari  | Houston           | Verenigde Staten    | Toyota Center            | Chappell Roan  | —       |
| 28 februari  | Austin            | Verenigde Staten    | Moody Center             | Chappell Roan  | —       |
| 1 maart      | Dallas            | Verenigde Staten    | American Airlines Center | Chappell Roan  | —       |
| 2 maart      | New Orleans       | Verenigde Staten    | Smoothie King Center     | Chappell Roan  | —       |
| 5 maart      | Orlando           | Verenigde Staten    | Amway Center             | Chappell Roan  | —       |
| 6 maart      | Miami             | Verenigde Staten    | Kaseya Center            | Chappell Roan  | —       |
| 8 maart      | Charlotte         | Verenigde Staten    | Spectrum Center          | Chappell Roan  | —       |
| 9 maart      | Nashville         | Verenigde Staten    | Bridgestone Arena        | Chappell Roan  | —       |
| 12 maart     | St. Louis         | Verenigde Staten    | Enterprise Center        | Chappell Roan  | —       |
| 13 maart     | Omaha             | Verenigde Staten    | CHI Health Center        | Chappell Roan  | —       |
| 15 maart     | Saint Paul        | Verenigde Staten    | Xcel Energy Center       | Chappell Roan  | —       |
| 16 maart     | Milwaukee         | Verenigde Staten    | Fiserv Forum             | Chappell Roan  | —       |
| 19 maart     | Chicago           | Verenigde Staten    | United Center            | Chappell Roan  | —       |
| 20 maart     | Chicago           | Verenigde Staten    | United Center            | Chappell Roan  | —       |
| 22 maart     | Columbus          | Verenigde Staten    | Nationwide Arena         | Chappell Roan  | —       |
| 23 maart     | Detroit           | Verenigde Staten    | Little Caesars Arena     | Chappell Roan  | —       |
| 26 maart     | Montreal          | Canada              | Bell Centre              | Chappell Roan  | —       |
| 27 maart     | Montreal          | Canada              | Bell Centre              | Chappell Roan  | —       |
| 29 maart     | Toronto           | Canada              | Scotiabank Arena         | Chappell Roan  | —       |
| 30 maart     | Toronto           | Canada              | Scotiabank Arena         | Chappell Roan  | —       |
| 1 april      | Boston            | Verenigde Staten    | TD Garden                | Chappell Roan  | —       |
| 2 april      | Boston            | Verenigde Staten    | TD Garden                | Chappell Roan  | —       |
| 5 april      | New York          | Verenigde Staten    | Madison Square Garden    | The Breeders   | —       |
| 6 april      | New York          | Verenigde Staten    | Madison Square Garden    | The Breeders   | —       |
| 8 april      | New York          | Verenigde Staten    | Madison Square Garden    | The Breeders   | —       |
| 9 april      | New York          | Verenigde Staten    | Madison Square Garden    | The Breeders   | —       |
| 30 april     | Dublin            | Ierland             | 3Arena                   | Remi Wolf      | —       |
| 1 mei        | Dublin            | Ierland             | 3Arena                   | Remi Wolf      | —       |
| 3 mei        | Manchester        | Verenigd Koninkrijk | Co-op Live               | Remi Wolf      | —       |
| 4 mei        | Manchester        | Verenigd Koninkrijk | Co-op Live               | Remi Wolf      | —       |
| 7 mei        | Glasgow           | Verenigd Koninkrijk | OVO Hydro                | Remi Wolf      | —       |
| 8 mei        | Glasgow           | Verenigd Koninkrijk | OVO Hydro                | Remi Wolf      | —       |
| 10 mei       | Birmingham        | Verenigd Koninkrijk | Utilita Arena Birmingham | Remi Wolf      | —       |
| 11 mei       | Birmingham        | Verenigd Koninkrijk | Utilita Arena Birmingham | Remi Wolf      | —       |
| 14 mei       | Londen            | Verenigd Koninkrijk | The O2 Arena             | Remi Wolf      |         |
| 15 mei       | Londen            | Verenigd Koninkrijk | The O2 Arena             | Remi Wolf      |         |
| 17 mei       | Londen            | Verenigd Koninkrijk | The O2 Arena             | Remi Wolf      |         |
| 18 mei       | Londen            | Verenigd Koninkrijk | The O2 Arena             | Remi Wolf      |         |
| 21 mei       | Antwerpen         | België              | Sportpaleis              | Remi Wolf      | 42.459  |
| 22 mei       | Antwerpen         | België              | Sportpaleis              | Remi Wolf      | 42.459  |
| 24 mei       | Amsterdam         | Nederland           | Ziggo Dome               | Remi Wolf      | 31.569  |
| 25 mei       | Amsterdam         | Nederland           | Ziggo Dome               | Remi Wolf      | 31.569  |
| 28 mei       | Oslo              | Noorwegen           | Telenor Arena            | Remi Wolf      | 23.565  |
| 30 mei       | Kopenhagen        | Denemarken          | Royal Arena              | Remi Wolf      | 15.525  |
| 1 juni       | Berlijn           | Duitsland           | Mercedes-Benz Arena      | Remi Wolf      | 14.378  |
| 4 juni       | Hamburg           | Duitsland           | Barclays Arena           | Remi Wolf      | 12.120  |
| 5 juni       | Frankfurt am Main | Duitsland           | Festhalle                | Remi Wolf      | —       |
| 7 juni       | München           | Duitsland           | Olympiahalle             | Remi Wolf      | —       |
| 9 juni       | Bologna           | Italy               | Unipol Arena             | Remi Wolf      | —       |
| 11 juni      | Zürich            | Zwitserland         | Hallenstadion            | Remi Wolf      | —       |
| 12 juni      | Keulen            | Duitsland           | Lanxess Arena            | Remi Wolf      | —       |
| 14 juni      | Parijs            | Frankrijk           | Accor Arena              | Remi Wolf      | —       |
| 15 juni      | Parijs            | Frankrijk           | Accor Arena              | Remi Wolf      | —       |
| 18 juni      | Barcelona         | Spanje              | Palau Sant Jordi         | Remi Wolf      | —       |
| 20 juni      | Madrid            | Spanje              | WiZink Center            | Remi Wolf      | —       |
| 22 juni      | Lissabon          | Portugal            | Altice Arena             | Remi Wolf      | —       |
| 23 juni      | Lissabon          | Portugal            | Altice Arena             | Remi Wolf      | —       |
| 19 juli      | Philadelphia      | Verenigde Staten    | Wells Fargo Center       | PinkPantheress | —       |
| 20 juli      | Washington D.C.   | Verenigde Staten    | Capital One Arena        | PinkPantheress | —       |
| 23 juli      | Atlanta           | Verenigde Staten    | State Farm Arena         | PinkPantheress | —       |
| 24 juli      | Lexington         | Verenigde Staten    | Rupp Arena               | PinkPantheress | —       |
| 26 juli      | Kansas City       | Verenigde Staten    | T-Mobile Center          | PinkPantheress | —       |
| 27 juli      | Oklahoma City     | Verenigde Staten    | Paycom Center            | PinkPantheress | —       |
| 30 juli      | Denver            | Verenigde Staten    | Ball Arena               | PinkPantheress | —       |
| July 31      | Salt Lake City    | Verenigde Staten    | Delta Center             | PinkPantheress | —       |
| 2 augustus   | San Francisco     | Verenigde Staten    | Chase Center             | PinkPantheress | —       |
| 3 augustus   | San Francisco     | Verenigde Staten    | Chase Center             | PinkPantheress | —       |
| 6 augustus   | Seattle           | Verenigde Staten    | Climate Pledge Arena     | PinkPantheress | —       |
| 7 augustus   | Seattle           | Verenigde Staten    | Climate Pledge Arena     | PinkPantheress | —       |
| 9 augustus   | Vancouver         | Canada              | Rogers Arena             | PinkPantheress | —       |
| 10 augustus  | Portland          | Verenigde Staten    | Moda Center              | PinkPantheress | —       |
| 13 augustus  | Inglewood         | Verenigde Staten    | Kia Forum                | The Breeders   | —       |
| 14 augustus  | Inglewood         | Verenigde Staten    | Kia Forum                | The Breeders   | —       |
| 16 augustus  | Inglewood         | Verenigde Staten    | Kia Forum                | The Breeders   | —       |
| 17 augustus  | Inglewood         | Verenigde Staten    | Kia Forum                | The Breeders   | —       |
| 20 augustus  | Inglewood         | Verenigde Staten    | Intuit Dome              | The Breeders   | —       |
| 21 augustus  | Inglewood         | Verenigde Staten    | Intuit Dome              | The Breeders   | —       |
| 15 september | Bangkok           | Thailand            | Impact Arena             |                |         |
| 16 september | Bangkok           | Thailand            | Impact Arena             |                |         |
| 20 september | Seoul             | Zuid-Korea          | Jamsil Arena             |                |         |
| 21 september | Seoul             | Zuid-Korea          | Jamsil Arena             |                |         |
| 24 september | Hongkong          | Hongkong            | AsiaWorld-Arena          |                |         |
| 27 september | Tokio             | Japan               | Ariake Arena             |                |         |
| 28 september | Tokio             | Japan               | Ariake Arena             |                |         |
| 1 oktober    | Singapore         | Singapore           | Singapore Indoor Stadium |                |         |
| 2 oktober    | Singapore         | Singapore           | Singapore Indoor Stadium |                |         |
| 5 oktober    | Manilla           | Filipijnen          | Philippine Arena         |                |         |
| 9 oktober    | Melbourne         | Australië           | Rod Laver Arena          | Benee          |         |
| 10 oktober   | Melbourne         | Australië           | Rod Laver Arena          | Benee          |         |
| 13 oktober   | Melbourne         | Australië           | Rod Laver Arena          | Benee          |         |
| 14 oktober   | Melbourne         | Australië           | Rod Laver Arena          | Benee          |         |
| 17 oktober   | Sydney            | Australië           | Sydney Super Dome        | Benee          |         |
| 18 oktober   | Sydney            | Australië           | Sydney Super Dome        | Benee          |         |
| 21 oktober   | Sydney            | Australië           | Sydney Super Dome        | Benee          |         |
| 22 oktober   | Sydney            | Australië           | Sydney Super Dome        | Benee          |         |
| Totaal       | Totaal            | Totaal              | Totaal                   | Totaal         | —       |

| Datum (2025) | Stad        | Land                | Arena                 | Opening acts | Opkomst |
| ------------ | ----------- | ------------------- | --------------------- | ------------ | ------- |
| 26 maart     | Curitiba    | Brazilië            | Estádio Couto Pereira | St. Vincent  | —       |
| 2 april      | Mexico-Stad | Mexico              | Estadio GNP Seguros   | St. Vincent  | —       |
| 3 april      | Mexico-Stad | Mexico              | Estadio GNP Seguros   | St. Vincent  | —       |
| 24 juni      | Dublin      | Ierland             | Marlay Park           | Beabadoobee  | —       |
| 30 juni      | Manchester  | Verenigd Koninkrijk | Co-op Live            | —            | —       |
| 1 juli       | Manchester  | Verenigd Koninkrijk | Co-op Live            | —            | —       |